# V・ヴィジャエーンドラ・プラサード
コドゥリ・ヴィシュワ・ヴィジャエーンドラ・プラサード（Koduri Viswa Vijayendra Prasad、1942年5月27日 - ）は、インドのテルグ語映画で活動する映画監督、脚本家。テルグ語映画の他にヒンディー語映画、カンナダ語映画、タミル語映画でも活動しており、これまでに25本以上の映画で脚本を手掛け、その大半がブロックバスターを記録している。代表作には『マガディーラ 勇者転生』『マジック』『バーフバリ 伝説誕生』『バーフバリ 王の凱旋』『バジュランギおじさんと、小さな迷子』『マニカルニカ ジャーンシーの女王』『RRR』がある。

## 生い立ち
ラージャムンドリー近郊のコヴールで生まれ、エールールのサー・C・R教育大学に進学する。プラサードの生家はコヴールに土地を所有していたが、鉄道敷設によって土地を失っている。1968年にカルナータカ州に移住し、兄K・V・シヴァシャンカルと共にライチュール県マンヴィにある村に7エーカーの水田を購入するが軌道に乗らず、1977年に一家はコヴールに帰郷している。その後も様々な事業に手を出したものの、いずれも失敗に終わっている。

## キャリア
1985年に兄シヴァ・シャクティ・ダッタの誘いを受け、映画製作のため家族を連れてマドラスに移住する。ダッタは数人の映画監督の助手を務めた後に『Pillanagrovi』の製作を開始するが、全財産を投入した挙句に経済的な理由で製作中止となる。その後、プラサードはダッタの伝手を頼りに映画界で働き始め、友人だったサマタ・アーツのムカルジーの紹介でK・ラーガヴェンドラ・ラーウと知り合い、ダッタと共に彼の作品に参加するようになる。1988年に『Janaki Ramudu』で脚本家デビューし、同作は興行的な成功を収めた。1994年にはダサリ・ナーラーヤナ・ラーオの『Bangaru Kutumbam』で脚本を手掛け、同作はナンディ賞 作品賞を受賞している。また、同年に脚本を手掛けた『Bobbili Simham』の成功により脚本家としての地位を確立し、1999年に手掛けた『Samarasimha Reddy』は当時のテルグ語映画の中で最大のヒットを記録した。2011年に『Rajanna』で監督デビューし、ナンディ賞長編映画賞を受賞し、2015年には脚本を手掛けた『バジュランギおじさんと、小さな迷子』でフィルムフェア賞 原案賞を受賞している。
2022年7月6日にインド大統領ラーム・ナート・コーヴィンドからインド上院議員の指名を受け、翌7日に就任した。

## 人物
カースト制度の根絶を訴えており、公の場では出身カーストを示す「K（コドゥリ）」を外して「V・ヴィジャエーンドラ・プラサード」を名乗っている。
脚本の執筆に際しては『マハーバーラタ』『ラーマーヤナ』からインスピレーションを得ており、最も好きな映画として『幻想市場』を挙げている。また、サリーム＝ジャーヴェードの影響を強く受けており、特に大きな影響を受けた映画として『炎』を挙げている。

## 家族
妻ラージャー・ナンディニはカプー・カーストの女性で、恋愛結婚している。二人の間にはオーストラリア在住の娘と、映画監督として活動する息子のS・S・ラージャマウリがおり、甥にはM・M・キーラヴァーニ、カリヤーニ・マリク、S・S・カンチがおり、姪にはM・M・スリレーカがいる。

## フィルモグラフィー

### 監督
- Arthanghi（1996年）
- Sri Krishna 2006（2006年）
- Rajanna（2011年）
- Srivalli（2017年）

### 脚本
- Janaki Ramudu（1988年）
- Bobbili Simham（1994年）
- Bangaru Kutumbam（1994年）
- Gharana Bullodu（1995年）
- Sarada Bullodu（1996年）
- Appaji（1996年）
- Kurubana Rani（1998年）
- Rana（1998年）
- Samarasimha Reddy（1999年）
- Simhadri（2003年）
- Sye（2004年）
- Vijayendra Varma（2004年）
- Naa Alludu（2005年）
- チャトラパティ（英語版）（2005年）
- Pandu Ranga Vittala（2006年）
- Vikramarkudu（2006年）
- ヤマドンガ（2007年）
- Mitrudu（2009年）
- マガディーラ 勇者転生（2009年）
- マッキー（2012年）
- バーフバリ 伝説誕生（2015年）
- バジュランギおじさんと、小さな迷子（2015年）
- Jaguar（2016年）
- バーフバリ 王の凱旋（2017年）
- マジック（2017年）
- マニカルニカ ジャーンシーの女王（2019年）
- RRR（2022年）